# مايكل ريديرشتات
مايكل ريديرشتات (بالسويدية: Michael Ryderstedt) مواليد 12 نوفمبر 1984 في ستوكهولم، هو لاعب كرة مضرب سويدي سابق بدأ مسيرته كمحترف سنة 2002 وكان يلعب باليد اليسرى، اعتزل اللعب في 2012. أعلى تصنيف له في الفردي كان المركز الـ 130 في سنة 2005. أعلى تصنيف له في الزوجي كان المركز الـ 150 في سنة 2009.

## روابط خارجية
- مايكل ريديرشتات على موقع رابطة محترفي التنس (الإنجليزية)
- مايكل ريديرشتات على موقع الاتحاد الدولي لكرة المضرب (الإنجليزية)
- مايكل ريديرشتات على موقع كأس ديفيز (الإنجليزية)
- مايكل ريديرشتات على موقع خلاصة التنس.كوم (الإنجليزية)
- مايكل ريديرشتات على موقع إي إس بي إن.كوم (الإنجليزية)